# Джиперс Криперс 2
«Джиперс Криперс 2» (англ. Jeepers Creepers 2) — американский фильм ужасов 2002 года режиссёра и сценариста Виктора Сальва, продолжение фильма «Джиперс Криперс». Роль монстра Крипера во второй раз исполнил актёр Джонатан Брек, в фильме также снялся Рэй Уайз в роли фермера Джека Таггарта, начавшего охоту за монстром, а в эпизоде появился Джастин Лонг, сыграв Дэрри из первой части. Фрэнсис Форд Коппола вновь исполнил обязанности исполнительного продюсера.
Фильм повествует о демоническом существе и таинственном серийном убийце, который преследует школьный автобус, заполненный старшеклассниками. Джек Таггарт, фермер, который стремится выследить и убить Крипера в отместку за своего младшего сына, которого Крипер убил на той же неделе.
Картина вышла в прокат США 29 августа 2003 года, и получила преимущественно отрицательные отзывы, критиков, хотя и собрала почти 120 миллионов долларов в мировом прокате при бюджете в 17 млн. За второй частью последовала предыстория «Джиперс Криперс 3».

## Сюжет
В глухой американской глубинке фермер Таггарт со своими двумя сыновьями работает во дворе своего дома. Вокруг их дома — бесконечное поле с посевами, которое время от времени опустошают вороны. Пока старший сын работает в гараже, отец просит своего младшего сына проверить и, если надо, поправить, покосившиеся от ветра чучела — иначе вороны не боятся. Мальчик начинает ходить от чучела к чучелу и вдруг замечает, что одно из них выглядит как-то странно. Подойдя поближе, Билли замечает, что это вовсе не чучело, а какое-то ужасное существо, принявшее позу распятия на столбе, где раньше было чучело. Мальчик пытается убежать от него, но крылатое человекообразное чудовище (Крипер) настигает его и схватив когтями, улетает с ним прочь. Отец и старший сын, услышав отчаянные крики о помощи, выбегают в поле, но — уже поздно. От младшего сына остаются только окровавленные следы на земле. Ошеломлённые увиденным, отец и сын, вооружившись чем только можно, отправляются в путь на поиски чудовища и его жертвы.
На следующий день происходят события, имеющие отношение к случившемуся ранее. По междугородной трассе, на которой почти нет других машин, едет автобус. В автобусе — школьная баскетбольная команда, которая возвращается с финального матча. Парни и девушки весело и задорно проводят время: сплетничают, выясняют отношения и просто болтают. Но вдруг автобус резко останавливается, оказывается, что у одного колеса лопнула шина. Взрослые (учитель, женщина-шофёр и тренер) обследуют шину и неожиданно обнаруживают, что она продырявлена очень странным и необычным предметом — чем-то вроде остроконечной звезды из костей и металла. Баскетбольная команда, группа поддержки и трое взрослых людей остаются одни посреди пустынной дороги. Что происходит? Кто бросил странный предмет в автобус? Когда прибудет помощь?
Нервы людей начинают потихоньку сдавать, чему виной, помимо указанных обстоятельств, становятся всякие личные проблемы и просто безделье: один из лучших игроков команды, Скотт, озабочен тем, что ему не удалось показать себя в игре в полной красе, а пришлось играть на заднем плане; Иззи страдает от насмешек окружающих, заявляющих о его, якобы, гомосексуальности; а девушка Минкси во сне видит кошмары, в которых жертва предыдущего убийства Крипера Дэрри Дженнер пытается предупредить её о надвигающейся опасности. Вскоре появляется и сам Крипер — это он бросил остроконечный предмет в автобусную шину. В этот момент Минкси просыпается и все слышат удар и скрежет, автобус заносит. Как оказывается, за окном — ночь. Старшие выходят проверить — они находят ещё один острый предмет в колесе. Они зажигают сигнальные огни и осматривают округу. Вдруг кто-то внезапно уносит вверх и убивает тренера — это Крипер. Затем он убивает и водителя, и учителя. Молодёжь в панике забегает в автобус, закрывает входную дверь и окна. На автобус нападает Крипер, шатает его, затем взлетает ввысь и резко падает на крышу. В крыше образуется дыра, вылетают окна. Пробив отверстие в крыше автобуса, крылатое человекообразное чудовище вытаскивает и расправляется со своими жертвами по одному. Затем оно улетает, оставляя ребят одних. Им кажется, что чудовище улетело, и некоторые ребята решают бежать из автобуса, но как только они отходят от него, монстр вновь появляется в небе. Ребята в ужасе бегут к автобусу, но двери закрыты. Они разбегаются по полю, несколько ребят погибает, Скотт же оказывается в ловушке, ребята пытаются спасти его, но демон уносит и убивает его. Крипер возвращается к автобусу и пытается достать тех, кто до сих пор находится в нём, но к ним на помощь приходят Таггарты. Джеку и старшему сыну, удалось выйти на след ребят и Крипера, они подъезжают к автобусу на своём грузовике, оснащённом специальным гарпунным ружьем. Выстрел гарпуном ничего не даёт: чудовище живо, к тому же теперь, пытаясь отлететь на расстояние, оно тянет за собой и машину, так как за гарпуном тянется трос, соединяющий его с установкой на автомобиле. Джек протыкает монстра гарпуном, сделанный из ножа Крипера, но монстру удаётся улететь. Иззи, Ди и Ронда находят машину и уезжают на ней, но их преследует Крипер. Машина попадает в аварию, Иззи и Ронда гибнут, монстр лишается ног и рук. Крипер пытается убить Ди, но Таггарт всаживает в него гарпун прямо в голову, а потом ещё несколько раз протыкает тело прутом. Но монстр не умирает. Таггарты и выжившие шесть ребят из автобуса смотрят на таинственное существо. Крипер не мёртв: последний из 23-х дней «жизни» подошёл к концу, и чудовище снова впало в спячку.
Через 23 года группа молодых людей приезжает посмотреть на аттракцион, называемый «Адская Летучая Мышь». Ею оказывается прибитый к стене амбара Крипер, которого с гарпуном в руках сторожит постаревший фермер Таггарт, отец того самого убитого мальчика. На вопрос школьников: «Чего же вы ждёте?», тот отвечает: «Через 2-3 дня узнаю».

## В ролях
- Джонатан Брек — Крипер
- Рэй Уайз — Джек Таггарт-старший
- Никки Эйкокс — Минкси Хэйз
- Люк Эдвардс — Джек «Джеки» Таггарт-младший
- Гарикайи Мутамбирва — Дондр «Дабл Ди» Дэвис
- Эрик Неннингер — Скотт «Скотти» Брэддок
- Мариэ Дельфино — Ронда Труитт
- Трэвис Шиффнер — Иззи Боэн
- Билли Аарон Браун — Энди «Бакки» Бак
- Эл Сантос — Данте Беласко
- Джош Хэммонд — Джейк Спенсер
- Казан Бутчер — Кимбалл «Большой К» Уорд
- Дайан Делано — Бэтти Борман
- Дрю Тайлер Бэлл — Джонни Янг
- Шон Флеминг — Билли Таггарт
- Лена Кардвелл — Челси Фармер
- Томас Госсом-Младший — Тренер Чарли Ханна
- Том Тарантини — Тренер Дуэйн Барнс
- Джастин Лонг — Дэрри Дженнер
- Джон Пауэлл — Повзрослевший «Джеки»

## Производство

### Разработка сценария
Рабочее название фильма — «Как гром среди ясного неба: Джиперс Криперс 2», также вариантом названия было «Летучая мышь из Ада» (англ. Like A Bat Out Of Hell). По первоначальной задумке, Триш и Жизель охотились на монстра, а история с автобусом, полным школьников, была побочной. «Правило 23 лет» Сальва раскрыл ещё в первом фильме, но продюсеры не хотели переносить действие в будущее. Yj Джина Филипс отказалась от участия в продолжении/ Тогда исполнительный продюсер Френсис Форд Коппола предложил показать события, которые бы происходили в те же 23 дня, что в первом фильме. По словам сценариста и режиссёра Виктора Сальвы, вдохновением для создания образа фермера Джека Таггарта послужил персонаж капитан Ахав из классического приключенческого романа «Моби Дик». Выстреливая в монстра из гарпунной установки, фермер даже должен был цитировать моряка, но эти слова были вырезаны из финальной версии.

### Подбор актёров
Обычно Сальва появляется во всех своих фильмах, но поскольку в этот раз он не нашёл подходящей для себя роли, автор поместил своё фото на обложку журнала, который можно заметить в автобусе, когда Криперс пытается пробиться через крышу. Джастин Лонг исполнил роль-камео. Актёру Миту Лоуфу предложили сыграть роль водителя автобуса.

### Съёмки
Съёмки фильма проходили в период с 10 мая по 9 августа 2002 года в Лонг-Бич, ранчо Тиджон, а также на территории Лос-Анджелеса, штат Калифорния. Джонатан Брек проводил в кресле от 3 до 5 часов, пока на него накладывали грим, который стал темнее — Сальва хотел, чтобы монстр выглядел страшнее в сиквеле. В сцене, когда Иззи, «Дабл Ди» и Ронда пытаются сбежать от Крипера на машине, актёр Трэвис Шиффнер дал передний ход вместо заднего. Это вышло случайно, но сцена попала в фильм. В начальной сцене старший сын фермера, Джеки, чинит машину. Он использует инструмент, который на сленге называют «крипером». На съёмках использовали 4 школьных автобуса, включая модель для съёмок «внутренних» сцен. По словам режиссёра, он чуть было не вырезал сцену, в которой монстр заигрывает с ребятами, заглядывая в автобус — однако это была любимая сцена зрителей на тест-просмотрах. Песня «Jeepers Creepers» не звучит в этой части, хотя мотив был использован в музыке, написанной композитором фильма.

### Удалённые сцены
У картины есть альтернативное начало, в котором зрители видят финальные секунды баскетбольного матча, в котором победила команда главных героев — этот вариант был вырезан из финальной версии, его можно увидеть в документальном фильме «День в Аду» (англ. A Day In Hell).
Среди удалённых сцен также присутствует фрагмент кошмара героини Ники Эйкокс, Минкси, в котором она вместе с Дэрри в исполнении Джастина Лонга идёт по кукурузному полю и находит множество трупов древних воинов в металлических доспехах, на которых был выкован образ их врага — Крипера. По мнению обозревателя Скотта Читвуда с сайта «ComingSoon.Net», эта сцена добавляет «интригующий нюанс в историю монстра, живущего уже несколько сотен лет».

### Музыка
Музыку к фильму написал композитор Беннетт Салвэй — альбом-саундтрек выпустил лейбл «Varèse Sarabande» в 2003 году:
1. Billy’s Abduction (4:01)
2. Ancient Blade (1:17)
3. The Taggarts Prepare (1:55)
4. Minxie’s Dream, No. 1 (1:58)
5. Creeper Star (0:55)
6. Coach Snatchings (2:23)
7. Minxie’s Dream, No. 2 (1:42)
8. Bad News-Taggart Makes Contact (3:06)
9. Brain Flossing (1:47)
10. Headless Dante Dance-Regeneration (1:53)
11. Field Chase (3:13)
12. The Taggart-Creeper Faceoff (1:33)
13. The Big Battle (4:03)
14. Bug Truck Chase (2:22)
15. The Creeper Hops Among Us (2:16)
16. The Stabbing-End Of Days (3:41)
17. Creeper On The Cross (2:24)
18. End Title (5:51)

Кроме того, ребята напевали песню «The Bannon County Fight Song», автор которой — Виктор Сальва.

## Релиз

### Продвижение
В рекламной кампании картины использовался слоганы:
- «Утоли свою жажду страха» (англ. Feed The Fear.)
- «Этим летом — утоли свою жажду страха» (англ. This Summer Feed Your Fear.)
- «Хочешь больше?» (англ. Are You Hungry For More?)
- «Крипер вернулся, чтобы поесть ещё» (англ. The Creeper Is Back For More.)
- «Словно летучая мышь из Ада» (англ. Like A Bat Out Ff Hell.)
- «Он знает, каков твой страх на вкус» (англ. He Can Taste Your Fear.)
- «Когда ты услышишь его, когда ты увидишь его… будет слишком поздно» (англ. By The Time You Hear Him, By The Time You See Him It's Too Late.)
- «Каждую 23 весну на протяжении 23 дней оно ест. Добро пожаловать в последний день» (англ. Every 23rd Spring, For 23 Days, It Gets To Eat. Welcome To Day 23.)

### Кассовые сборы
Премьера фильма состоялась 29 августа 2003 года на 3124 экранах — домашние сборы составили $35 667 218, международные сборы — $84 300 000; мировые сборы достигли отметки в $119 923 801. «Джиперс Криперс 2» опередил первую часть как рекордсмен американских кассовых сборов в выходные на День труда — картина держала этот показатель до выхода «Трансформеров 2» в 2009 году. По состоянию на 2020 год вторая часть на шестом месте среди рекордсменов, первая часть — на восьмой строчке. Среди фильмов, выпущенных до Дня труда, «Джиперс Криперс» находится на девятом месте по итогам 2015 года.

### Критика
На сайте «Rotten Tomatoes» рейтинг фильма составляет 24 % на основе 127 обзоров и 37 % от зрителей: «Создатели отработали бюджет, но картина вышла абсолютно нестрашной, в отличие от оригинала». Средняя оценка картины на «Metacritic» — 36 из 100 на основе 29 — в основном, «отрицательных обзоров»; зрительская оценка — 7,6 из 10. Средняя зрительская оценка на сайте «CinemaScore» — «C+» по шкале от «A+» до «F». На сайте «Кинопоиск» у фильма рейтинг 6,137 на основе 28 147 оценок зрителей; на «Internet Movie Database» — 5,6 из 10 на основе оценок 63 893 пользователей (на июнь 2022).
Энди Кляйн из «Variety» написал: «Не так много вещей, страшнее продолжения плохого фильма… „Джиперс Криперс 2“ лучше своего предшественника, хотя остаётся строго в жанровых рамках». Майкл Рихтшаффен написал для «The Hollywood Reporter»: «В фильме есть несколько жутких сцен, но в целом, сиквел не слишком пугает». Роджер Эберт в обзоре для «The Chicago Sun-Times» присвоил фильму одну звезду из четырёх: «Фильм предлагает зрителям первоклассного монстра и абсолютно никчёмную историю и диалоги». В статье «The New York Times» автор Дэйв Кир, что «в образ монстра страдает от отсутствия индивидуальности, когда авторы меняют концепцию в сторону серийности истории». Джин Сеймур из «Los Angeles Times» отметил, что в «продолжении отсутствует атмосфера первой части, а главные герои раздражают»; автор оценил игру Рэя Уайза. Нэйтан Рэйбин из «The A.V. Club» дал фильму «положительный отзыв»: «Редкий случай, когда сиквел не только масштабнее, но и лучше оригинала».

### Номинации
Картина получила несколько номинаций на кинопремии:
2003 год:
- «Rondo Hatton Classic Horror Awards» за «Лучший фильм в своей жанре» (Виктор Сальва).

2004 год:
- «Сатурн» за «Лучший фильм ужасов».
- «Fangoria Chainsaw Awards» за «Худший фильм», «Лучшую роль второго плана» (Рэй Уайз) и «Лучший грим/спецэффекты существ» (Брайан Пеникас).
- «Golden Reel Awards» за «Лучший монтаж звука» (Дэвид Бонделевич и Виктор Сальва).

### Выход на видео
Компания «MGM» выпустила фильм на VHS и DVD 23 декабря 2003 года. В «Special Edition» фильма вошли дополнительные материалы:
- Аудиокомментарии Виктора Сильвы и актёров
- Аудиокомментарии актёра Джонатана Брека, а также создателей грима Бреда Паркера и Брайана Пеникаса
- Документальный фильм "A Day In Hell: A Look At The Filming Of Jeepers Creepers 2 " (26:43)
- Документальный фильм «Lights, Camera, Creeper: The Making Of Jeepers Creepers 2» (14:23)
- Документальный фильм «Creeper Creation» (11:29)
- Документальный фильм «The Orphanage Visual Effects Reel» (5:23)
- Документальный фильм «Creeper Composer» (9:26)
- Раскадровки неснятых сцен (5:35)
- Удалённые и расширенные сцены (15:51)
- 2 фото-галереи:
  - Актёры и создатели (7:02)
  - На съёмочной площадке (8:35)
- Кинотеатральный трейлер

Релизом на Blu-ray занималась компания «Shout! Factory» — фильм издавался в серии «Collector’s Edition», а также вместе с первой частью. В специальное издание фильма вошли бонусы с DVD, а также короткометражные видео в высоком разрешении:
- «Jeepers Creepers 2: Then & Now» (22:34) — интервью с режиссёром Виктором Сальвой, оператором Доном Э. ФонтЛеРой, режиссёром монтажа Эдом Марксом и актёром Томом Тарантини.
- «A Father’s Revenge» (15:20) — интервью с актёром Рэем Уайзом.
- «Don’t Get Off The Bus» (20:52) — интервью с актёрами Томом Тарантини, Томасом Госсом-Младшим и Дайан Делано.

## Приквел
В сентябре 2015 года стало известно, что у фильма будет продолжение — «Джиперс Криперс 3». Съёмки должны были начаться в апреле 2016, но производство картины в Канаде прекратили из-за обвинений против Виктора Сальвы. События картины разворачиваются сразу же после финала первой части и незадолго до второго фильма. Фильм был выпущен в прокат в кинотеатрах всего на одну ночь 26 сентября 2017 года, а позже показ повторили 4 октября того же года. Сборы в США составили $2 335 162 и $1 682 690 за рубежом — всего картина собрала более $4 017 852.